# تجمع الماملط (المحفد)

تعديل مصدري - تعديل

تجمع الماملط هو "تجمع بدوي" في  عزلة المحفد بمديرية المحفد التابعة لمحافظة أبين، بلغ تعداد سكانها 26 نسمة حسب تعداد اليمن لعام 2004.